# Hypseochloa cameroonensis
Hypseochloa cameroonensis är en gräsart som beskrevs av Charles Edward Hubbard. Hypseochloa cameroonensis ingår i släktet Hypseochloa och familjen gräs. IUCN kategoriserar arten globalt som sårbar. Inga underarter finns listade i Catalogue of Life.